# 施泰因毛尔
施泰因毛尔（德語：Steinmaur）是瑞士联邦苏黎世州迪尔斯多夫区的市镇。该市镇面积为9.39平方千米，海拔高度451米，2018年12月31日人口数为3,535。

## 外部連結
- 施泰因毛尔官方网站 （页面存档备份，存于） （德文）